# 梅尔内勒
梅尔内勒（法語：Mernel，法語發音：[mɛʁnɛl]）是法国伊勒-维莱讷省的一个市镇，位于该省西南部，属于勒东区。

## 地理
梅尔内勒（47°53'52"N, 1°58'2"W）面积17.37 平方千米，位于法国布列塔尼大區伊勒-维莱讷省，该省份为法国西北部沿海省份，位于布列塔尼半岛东部，北濒大西洋，西接阿摩尔滨海省和莫尔比昂省，南至大西洋卢瓦尔省，西南端接曼恩-卢瓦尔省，东临马耶讷省，东北与芒什省接壤。
与梅尔内勒接壤的市镇（或旧市镇、城区）包括：拉沙佩勒-布埃克西克、吉尼昂、瓦勒达纳斯特、布列塔尼地区班、维莱讷河畔圣安娜、朗贡、圣马洛德菲利、普莱沙泰勒。

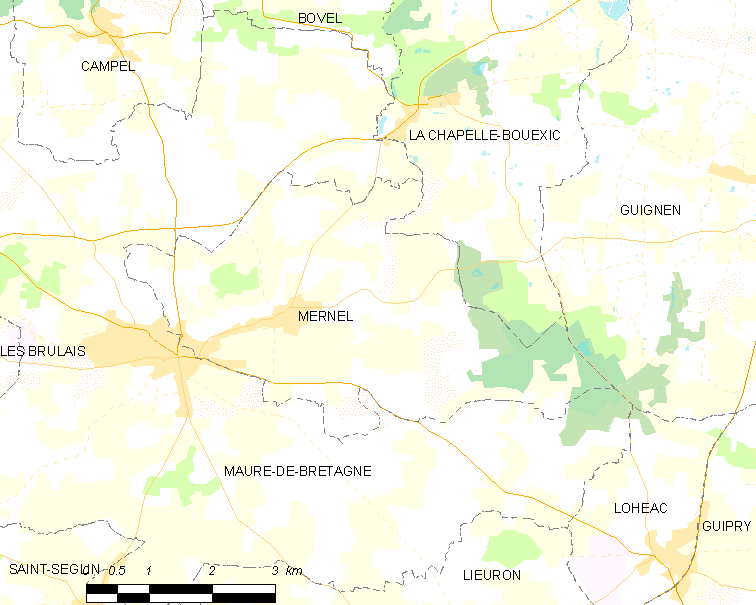
梅尔内勒的OSM定位图

梅尔内勒的时区为UTC+01:00、UTC+02:00（夏令时）。

## 行政
梅尔内勒的邮政编码为35330，INSEE市镇编码为35175。

## 政治
梅尔内勒所属的省级选区为吉尚县。

## 人口

1962-2008年间梅尔内勒人口变化图示

梅尔内勒于2022年1月1日时的人口数量为1017人。